# Trebellianus

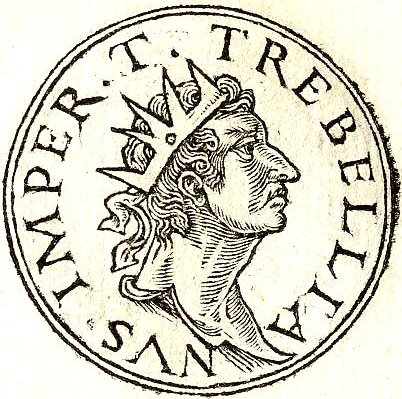
Portret fikcyjny z dzieła XVI-wiecznego humanisty francuskiego

Trebelian, Trebellianus – uzurpator, który podczas rządów Galiena ogłosił się cesarzem w małoazjatyckiej Izaurii; wątpliwy jako postać historyczna.
Znany jedynie na podstawie biografii zawartej w Historia Augusta. Według jej autora (Trebeliusz Polion) miał być przywódcą rozbójników w dzikiej Izaurii (Cylicja Górzysta), który sam obwołał się cesarzem, wybudował sobie niedostępny pałac i „kazał bić monetę”. Miał panować wśród Cylicjan „przez pewien czas”, dopóki sprowokowany przez Egipcjanina Kamisoleusa, jednego z wodzów Galiena, nie wyprawił się z wojskami na równinę, gdzie poniósł klęskę i śmierć.
Obecnie uważany jest za postać niehistoryczną, wymyśloną przez Trebeliusza Poliona dla potrzeb historiografii reprezentowanej przez zbiór Historia Augusta. Poza nią wymienia go (ewidentnie myląc jednak postacie) tylko Eutropiusz w swym Brewiarium od założenia miasta (9,8). Dotychczas nie stwierdzono też istnienia jakichkolwiek monet poświadczających jego rządy jako uzurpatora. 